# Mur (Vaud)
Pour les articles homonymes, voir Mur (homonymie).
Mur est une ancienne commune vaudoise et une localité suisse de la commune de Vully-les-Lacs, située dans le district de la Broye-Vully.

## Histoire
Mur est mentionné sous le nom de Murs en 1396. Le village est partagé entre les cantons de Vaud et Fribourg. Le partage de la localité entre les seigneuries de Cudrefin et de Lugnorre daterait du XIVe siècle. Mur fit partie du bailliage d'Avenches (1536-1798), puis du district homonyme jusqu'en 2006 (district fribourgeois 1798-1803). Le village était dirigé par un Conseil des XII. Il était rattaché à la paroisse de Montet. Mur fut incendié en 1676. Autrefois important, le vignoble a rétréci dès le XIXe siècle : 25 hectares en 1900, 11 en 1920 et 6 en 1985. L'école fut rouverte en 1983.
Au 1er juillet 2011, Mur fusionne avec les communes de Bellerive, Chabrey, Constantine, Montagny, Vallamand et Villars-le-Grand pour former la nouvelle commune de Vully-les-Lacs.

## Géographie
Mur (484 m) est situé au sud-ouest du Mont Vully, entre les lacs de Neuchâtel et de Morat, à 7 km au nord d’Avenches. Le territoire du village s'étend jusqu'à la rive du lac de Morat. Le village de Guévaux, sur la rive du lac de Morat et dans lequel se trouve un château inscrit comme bien culturel suisse d'importance nationale, est tout comme Mur, partagé entre les communes de Vully-les-Lacs et du Haut-Vully, et donc entre les cantons de Vaud et Fribourg.
En 1997, le territoire était constitué de 10 % de zones bâties, de 9 % de zones forestières, de 80 % de zones agricoles, et d’un peu moins de 1 % de terres improductives.
Mur–Chenevières de Guévaux I Ce site du Bronze ancien est conservé en terrain émergé sous une faible épaisseur de sédiments. Les couches et le matériel archéologiques sont bien préservés sous des colluvions. Cet habitat a occupé une baie exposée au sud, sur la rive nord du lac de Morat. Le site a également été classé le 27 juin 2011 au patrimoine mondial de l'UNESCO.

## Démographie
Avec 202 habitants (août 2007) Mur appartenait aux petites communes du canton de Vaud. La population de Mur s’élevait à 145 habitants en 1870, puis 146 habitants en 1900. Après que le nombre d’habitants a diminué jusqu’à 116 en 1980, un accroissement significatif de la population a été enregistré depuis lors. La langue officielle est le français, parlée par 71,7 % de la population, 24,9 % de la population parle allemand et 1,7 % portugais (2000). La population est à un peu moins de 80 % protestante et environ 10 % catholique (2000).

## Héraldique
|  | ancien blason de la commune |